# جو مين-كيونغ
جو مين كيونغ (بالكورية: 주민경)‏ هي ممثلة كورية جنوبية. ولدت في 6 يوليو 1989 في كوريا الجنوبية.

## روابط خارجية
- جو مين-كيونغ على موقع IMDb (الإنجليزية)